# Eilema uniplaga
Eilema uniplaga är en fjärilsart som beskrevs av George Francis Hampson 1894. Eilema uniplaga ingår i släktet Eilema och familjen björnspinnare. Inga underarter finns listade i Catalogue of Life.